# Siège de Maubeuge (1793)
Pour les articles homonymes, voir Siège de Maubeuge.
Première Coalition
Batailles
Le siège de Maubeuge se déroule du 30 septembre au 16 octobre 1793. L'armée autrichienne aux ordres du prince de Saxe-Cobourg met le siège devant la place défendue par les généraux français Desjardin et Mayer. Son objectif est d'élargir le couloir lui permettant de marcher sur Paris. Les Autrichiens lèvent le siège après leur défaite à la bataille de Wattignies face à l'armée de la Moselle venue au secours de la place.

## Contexte
À la fin de l'été 1793, les armées françaises viennent de secourir la place de Dunkerque mais la situation sur la frontière nord reste délicate. En effet, les places fortes de Condé, du Quesnoy et de Valenciennes sont aux mains des coalisés. 
D'après le plan arrêté par les puissances coalisées, la prise de Maubeuge devait s'assurer la route vers Paris et terminer les opérations de la campagne.

Bornant leurs succès à ce qui devait en être la conséquence les alliés, ait lieu de marcher en avant, et d'empêcher la république de recruter et de réorganiser ses armées semblaient n'avoir en vue que de prendre quelques places.
Cependant tout justifiait leurs desseins sur Maubeuge. Sous les rapports de la guerre, la possession de cette ville achevait d'appuyer et d'étendre la ligne des armées ennemies, les rendait maîtresses de nombreux débouchés, et les mettait d'autant plus à même de pousser plus loin leurs opérations ultérieures, que, Maubeuge rendu, Avesnes et Landrecies ne pouvaient plus résister. Sous le rapport des ressources, Maubeuge, qui commandait à un pays riche, abondant et fertile, offrait des moyens immenses aux coalisés. Maubeuge, situé à la pointe de l'angle saillant que la Sambre forme dans cette partie de son cours était à l'époque de la bataille de Hondschoote, aux trois quarts enclavé dans les positions occupées par l'ennemi, qui n'avait qu'à fermer le triangle pour le bloquer.
Depuis la  bataille de Hondschoote, les circonstances étaient devenues encore plus favorables. Le général Houchard ayant, rassemblé toutes ses forces disponibles pour marcher au secours de Dunkerque menacé par le duc d'York, Frederick, avait, pour ainsi dire dégarni entièrement les parties de la frontière qui avoisinent la ville de Maubeuge.

Pendant que, d'une part, Houchard se portait sur Dunkerque, et que, de l'autre, le duc d'York manœuvrait sur la ligne droite des alliés pour s'emparer de cette ville, le prince de Cobourg s'était renforcé à la gauche et profitant de l'absence des troupes françaises, il avait obtenu les plus grands avantages. Le Quesnoy s'était rendu Landrecies cerné, avait perdu toutes ses communications et Maubeuge, entièrement investi se voit promptement bloqué par des forces importantes.
Outre la garnison renfermée dans ses murs, vingt mille hommes de troupes régulières occupent un camp retranché en avant de la ville, mais l'ennemi, résolu à bloquer ces vingt mille hommes eux-mêmes n'ignorait pas qu'aucune précaution n'avait été prise pour approvisionner la place, et que les vivres et les munitions y manquaient également. Le grand nombre même des défenseurs de Maubeuge, qui, dans toute autre circonstance, aurait été pour les alliés un obstacle invincible, devenait pour eux, par le fait même, une nouvelle cause de succès.
En effet, faute de subsistances, plus la garnison était forte et moins la résistance devait être prolongée. Telle est pourtant la confiance naturelle aux Français, qu'entourés de dangers et sans moyens pour les repousser, les soldats de la garnison et du camp se croyaient dans une sécurité parfaite, lorsque, le 28 septembre, le prince de Cobourg, qui avait
passé la nuit à jeter des ponts sur la Sambre, vint tout à coup les attaquer dans toutes leurs positions.
La place de Maubeuge dispose d'une forte garnison de 20 000 hommes et de généraux expérimentés, mais manque d'approvisionnements. L'armée autrichienne est forte de 60 000 hommes.

## Déroulement
Ses colonnes de droite passent la rivière près Berlaimont.

Les cantonnement français de Baschamps, de Lantinée, de Saint-Remy accourus pour s'opposer à ce mouvement sont vigoureusement repoussés. Le premier perdit ses deux pièces de canon, et ne put se réunir aux autres, que dans le bois de Beaufort, sur lequel ils se replient, pendant que les troupes cantonnées à Hautmont prennent position au bois du Quesnoy.

Les colonnes de gauche de l'armée de Cobourg exécutent le passage de la Sambre et de la Thure, près Marpent, Jeumont, Solre l'abbaye de Bersilliers et Cousolre, surprennent et culbutent les troupes qui défendaient où observaient ces différais points. La déroute des Français est complète et c'est à peine s'ils peuvent parvenir à sauver une partie de leurs bagages et de leur artillerie.

Au premier coup de canon, le 24e bataillon d'infanterie légère, cantonné à Cerfontaine avait pris les armes. Son chef ne recevant aucun ordre se porta en avant et se réunit d'abord aux troupes qui résistaient encore. Bientôt il couvrit seul cette désastreuse retraite et, se reployant avec ordre et à petits pas, se remettant en bataille, de distance eh distance il ne s'arrêta qu'au ruisseau qui traverse Ferrière-la-Grande ruisseau derrière lequel il prit position.
Ainsi les avant-postes français avaient été repoussés sur toute la ligne sans que les troupes renfermées dans le camp retranché eussent fait un mouvement pour les soutenir. Avertis cependant par quelques fuyards qui s'y étaient retirés, les généraux voyant que l'attaque était sérieuse, résolurent de faire quelques efforts pour repousser les Autrichiens. Vers neuf heures, une colonne de sept à huit mille hommes débouche du camp par la lunette de Philippeville, et se dirige sur Cerfontaine. Les 7e et 12e régiments de dragons couvraient sa droite pendant que le 24e bataillon d'infanterie légère, flanquait fort à
propos sa gauche, en s'emparant, sans ordre, des bois de Bompaire (bois des Bons-Pères), situés sur la commune Rousies, où l'ennemi avait déjà établi des postes.
Aussitôt, les hussards de Blankenstein (de), les dragons de Cobourg, et deux batteries d'artillerie légère traversant rapidement Cerfontaine, se portent la rencontre de cette colonne avant même qu'elle fût rangée en bataille. Les deux batteries ennemies font sur le front une décharge terrible. Celles des Français y répondent à mesure qu'elles arrivent à leur place de bataille. La canonnade devint très vive. Un seul boulet ayant frappé dans un peloton français, au moment de sa conversion, tua onze hommes. L'ennemi s'aperçut d'un moment de fluctuation et voulant en profiter et ne pas rester sous un feu qui, pour lui-même, devenait meurtrier, chargea la ligne française qui achevait de se former.

Cette charge fut digne des deux régiments qui l'exécutèrent et la manière dont elle fut reçue, digne des troupes françaises. Elle fut faite à fond et soutenue avec intrépidité les chevaux arrivèrent jusque sur les baïonnettes et n'ébranlèrent personne. Arrêté par cette ligne de fer l'ennemi reçut à bout portant une décharge qui abattit le cinquième de ses cavaliers. La cavalerie française sabrèrent la cavalerie autrichienne jusqu'au-delà de Cerfontaine et lui firent éprouver une perte énorme.

Ce fait d'armes fut brillant, mais il ne pouvait changer la position de l'armée française. Maître des hauteurs qui entouraient le camp, l'ennemi s'occupa tout de suite à les couvrir d'ouvrages. La nuit même n'interrompit point ses travaux
et, sans doute, il eût encore employé la journée du lendemain à les avancer, sans une circonstance aussi extraordinaire qu'elle devint fatale aux Français..

Mus par un mouvement d'ardeur inconsidéré, quatre cents grenadiers, de différents corps, se réunirent dans le camp vers cinq heures du soir forcèrent tout a coup les gardes et les consignes, et allèrent attaquer les postes que l'ennemi avait dans le bois de Seru.

Aussitôt, une forte colonne, marchant avec des canons, sortit de Cerfontaine, et repoussa ces tirailleurs qu'aucun corps ne soutenait. Mais elle ne s'en tint pas l'a renforcée par d'autre troupes qui, bientôt, se joignirent à elle et
s'avança sur Ferrière-la-Grande et sur le poste de la manufacture, les attaqua avec vigueur, chassa les troupes qui les occupaient, mit le feu la manufacture, qui était un des magasins de grains et de fourrages des Français, et brûla, toutes les fermes environnantes.

Ce spectacle de destruction était épouvantable et bientôt il le devint davantage, lorsqu'on vit les habitants de ces lieux dévastés venir chercher dans le camp un asile en poussant des cris lamentables, et donnant tous les signes du plus affreux désespoir. L'impression que cette scène faisait sur les soldats était sérieuse. Les généraux craignirent qu'elle n'eût des suites funestes et ne favorisât l'ennemi, si, profitant de ce moment de désordre, de l'obscurité de la nuit et du grand nombre de forces dont il pouvait disposer, il venait tout à coup tenter d'enlever le camp d'assaut. Toutes les troupes eurent donc ordre de prendre les armes, on garnit les banquettes on couvrit extérieurement les points les plus importants. On forma et on plaça des réserves, et chaque barrière fut gardée par plusieurs bataillons serrés en masse. Heureusement, l'ennemi ne crut pas devoir s'exposer à une attaque de nuit, et resta dans ses lignes.
C'est à dater de ce moment que la ville et le camp de Maubeuge se virent étroitement bloqués et resserrés par les Autrichiens, et perdirent toutes les communications avec l'intérieur. L'ennemi passa plusieurs jours à se fortifier dans
ses positions. Sur que les Français, manquaient de vivres et ne voyant à la proximité aucun corps d'armée capable de l'inquiéter, Cobourg semblait se restreindre à réduire Maubeuge par famine et ne faisait aucun mouvement offensif.

Mais les Français le forcèrent de combattre.

Un des ouvrages les plus importans du camp de Maubeuge était la « redoute du Loup », construite sur la route de Landrecies mais elle n'était pas achevée, et la tranchée qui devait la lier aux autres ouvrages du camp, n'était pas faite.
A peu de distance de cette redoute était une cense ou ferme, nommée la « Cense du Château ». L'ennemi y avait établi un poste nombreux et cette circonstance était d'autant plus sérieuse, que, d'une part, il incommodait fortement, de cette position, les travailleurs, et que, de l'autre, il pouvait en déboucher à l'improviste, pour enlever la « redoute du Loup ». La résolution de raser cette cense fut donc prise.
Le 6 octobre, elle est attaquée, et fut prise. Mais les murs en étaient si durs et si épais qu'il ne fut pas possible de les abattre avec les moyens ordinaires. On s'apprêtait à employer la mine pour les faire sauter, lorsque l'ennemi vint en nombre attaquer les Français, et les força de l'abandonner.

Le lendemain, on voulut recommencer l'attaque de la cense du château. Munis de ce qu'il fallait pour couper les arbres qui l'entourent, la brûler et en faire sauter la maçonnerie, les Français s'y présentèrent à l'improviste. L'ennemi y avait placé un bataillon de grenadiers hongrois et trois pièces de canon mais le mouvement des assaillants fut si brusque et si rapide, qu'en un instant les pièces furent enlevées. Déjà le
bataillon de grenadiers hongrois allait mettre bas les armes, lorsqu'une terreur panique s'empara d'un bataillon de volontaires de l'Eure et fournit à ces grenadiers le moyen de s'échapper. Néanmoins la cense fut prise une seconde fois on abattit même une partie des arbres qui la couvraient, mais l'ennemi ayant marché sur les Français avec des forces considérables et plusieurs pièces de canon, les empêcha encore de miner les murs, et tout ce qu'on put faire fut de mettre le feu à cette ferme.
Mais déjà le manque de subsistances se faisait sentir d'une manière effrayante. Dès le 10 octobre, on fut obligé de réduire au quart les rations de vivres et de fourrages. Les officiers généraux d'état-major et les chefs de corps furent eux-mêmes obligés de se soumettre à cette réduction.
Le 13 octobre, le général qui commandait le camp de Maubeuge, fit donner aux troupes l'ordre de se tenir prêtes pour le combat. Il voulait attaquer les Autrichiens dans le bois du Tilleul et s'emparer des moyens de siège qu'ils y avaient rassemblés. Peut-être cette résolution était elle téméraire car l'ennemi avait rempli ce bois d'ouvrages, et s'y tenait sur ses gardes. Cette circonstance n'était pas ignorée, puisqu'on avait pris soin de le faire reconnaître d'avance. Quoi qu'il en soit, l'attaque ayant été résolue, les troupes se mirent en marche à la pointe du jour. Les dispositions les plus sages avaient été prises pour assurer le succès de cette expédition. Deux colonnes avaient été formées. Elles étaient composées des meilleurs bataillons du camp et de la moitié des troupes disponibles. Le bois, ainsi que nous l'avons dit, avait été reconnu la veille. Les généraux devaient eux-mêmes se trouver sur le terrain, aussi les soldats oublièrent que l'ennemi pouvait être en mesure, et marchèrent avec plaisir et confiance.
L'attaque commença par le bataillon de chasseurs du Hainaut, le bataillon franc et le 24e bataillon d'infanterie légère, des troupes d'élite. Aucun coup de fusil ne fut tiré, et quoique les postes avancés de l'ennemi eussent été doublés, parce qu'il avait eu vent du projet d'attaque, l'arme blanche suffit aux éclaireurs français pour les forcer sur tous les points, et s'emparer d'une partie du bois. Mais bientôt, en avançant, ces mêmes éclaireurs se trouvèrent devant une ligne de redoutes armées de canons, et liées entre elles par des troupes, rangées en, bataille. Cette disposition était formidable, et plus de sang-froid de la part de l'ennemi l'eût mis a même d'en tirer un meilleur parti, mais il eut immédiatement recours au feu de toutes ses pièces et de toutes ses troupes. Les Français en conclurent qu'il était ébranlé. La charge fut battue, les éclaireurs marchèrent sur les redoutes le reste des
trois bataillons nommés plus haut s'élança sur les lignes la baïonnette en avant, et sans aucun tâtonnement elles furent rompues, les redoutes enlevées, et tout ce qui s'y trouva fut, passé au fil de l'épée. 
La seconde ligne de l'ennemi, soutenue par des redoutes comme la première, présenta plus de résistance. Le terrain lui était favorable. Quelques pièces de bataille, bien placées, occasionnèrent une grande perte aux Français. Cette, ligne se renforçait d'ailleurs des corps de la première a mesure qu'on parvenait à les reformer. Les Français cependant continuaient à gagner du terrain, mais au moment où  ils s'attendaient à être joints et soutenus par quelques nouveaux bataillons
qui auraient achevé de décider un succès complet, elles reçurent à leur droite et par derrière une décharge de mousqueterie qui renversa deux cents hommes.

Ce feu aussi meurtrier qu'extraordinaire, dont on ne pouvait apercevoir la cause, continua avec la plus grande vivacité. Assaillis de tous côtés, les bataillons s'arrêtèrent. L'ennemi, profitant alors de son immense supériorité, s'ébranla, et marcha sur eux. La retraite s'opéra entre deux feux. Mais quelles furent la rage et l'indignation des soldats, lorsque, rapprochés de la lisière du bois, ils reconnurent que c'était par leurs propres camarades, par les bataillons envoyés pour les soutenir, qu'ils avaient été ainsi fusillés! Ceux-ci, par un inconcevable aveuglement, les avaient pris pour l'ennemi, et avaient tiré dessus a outrance.

On ordonna une seconde attaque. Le général Vezu, l'adjudant général Haquin, font les plus grands efforts pour ramener les troupes à la charge. Mais l'ennemi avait repris ses redoutes, ses pièces et sa première position, dans laquelle il avait réuni toutes ses forces. Les Français, découragés par leur premier échec, et épouvantés de ce nouvel appareil, refusèrent de marcher. Il fallut rentrer au camp.
À partir de ce moment le camp changea de physionomie à l'ardeur et a la confiance que les soldats avaient montrées jusqu'alors, succédèrent l'abattement et la tristesse. Ces deux sentiments furent encore augmentés par une seconde diminution des vivres, réduits à moitié du taux ordinaire. Les maladies consumaient tous les jours une quantité effrayante de victimes. Les hôpitaux étaient exclusivement réservés pour les blessés,les autres malades étaient entassés dans des caves, où l'insalubrité de l'air et le défaut de soins terminaient rapidement leur existence. Vainement les généraux faisaient tous leurs efforts pour ranimer les esprits abattus. Vainement ils parcouraient tous les quartiers, et employaient toutes les ressources de leur éloquence pour rendre aux troupes quelque énergie.
Le camp de Maubeuge avait perdu sans retour sa plus grande force, la confiance et désormais la place ne devait plus attendre de secours que de l'extérieur.
Dans la nuit du 14 au 15, l'ennemi s'approcha du camp à l'aide de nouveaux ouvrages, et, le jour venu, il essaya la portée de ses nouvelles batteries. Plusieurs boulets parvinrent jusque dans la place, et y répandirent la terreur. Le
bruit courut aussitôt dans le camp, que pour ôter aux assiégés leur dernière ressource les Autrichiens allaient incendier la ville.

Cette idée était alarmante mais, au milieu de ces nouveaux sujets d'inquiétude, le canon se fit tout à-coup entendre dans le lointain, et bientôt il sembla se rapprocher, et se mêler à des décharges de mousqueterie. L'idée que des Français se battaient peut-être dans ce moment, accourus pour délivrer leurs frères de Maubeuge, inspira à tous les soldats du camp le plus vif enthousiasme. Aussitôt ils se rassemblent, et demandent à grands cris qu'on les mène au combat, promettant qu'ils ont retrouvé tout leur courage et qu'ils seconderont vaillamment les efforts de leurs libérateurs. Mais, par un entêtement difficile à expliquer, les généraux s'obstinèrent à ne pas croire qu'ils étaient secourus, et prétendirent que le feu entendu était celui du siège d'Avesnes, qui n'avait pas lieu, et les soldats, frémissant de rage, furent obligés de rester dans leur camp.
Cependant c'était bien en effet le canon des Français aux prises avec l'ennemi, que les soldats de Maubeuge avaient entendu. A la première nouvelle des dangers qui menaçaient cette place importante, l'armée du Nord était accourue, et c'était pour arracher aux Autrichiens une proie qu'ils regardaient comme facile, que le général Jourdan préludait à ce moment à la bataille de Wattignies,.

## Conséquence
Après l'échec du siège de Maubeuge, les armées anglo-autrichiennes se replient vers le nord et abandonnent provisoirement leur projet de marcher vers Paris.